# Arhopala aedias
Arhopala aedias är en fjärilsart som beskrevs av William Chapman Hewitson 1862. Arhopala aedias ingår i släktet Arhopala och familjen juvelvingar. Inga underarter finns listade i Catalogue of Life.

## Bildgalleri

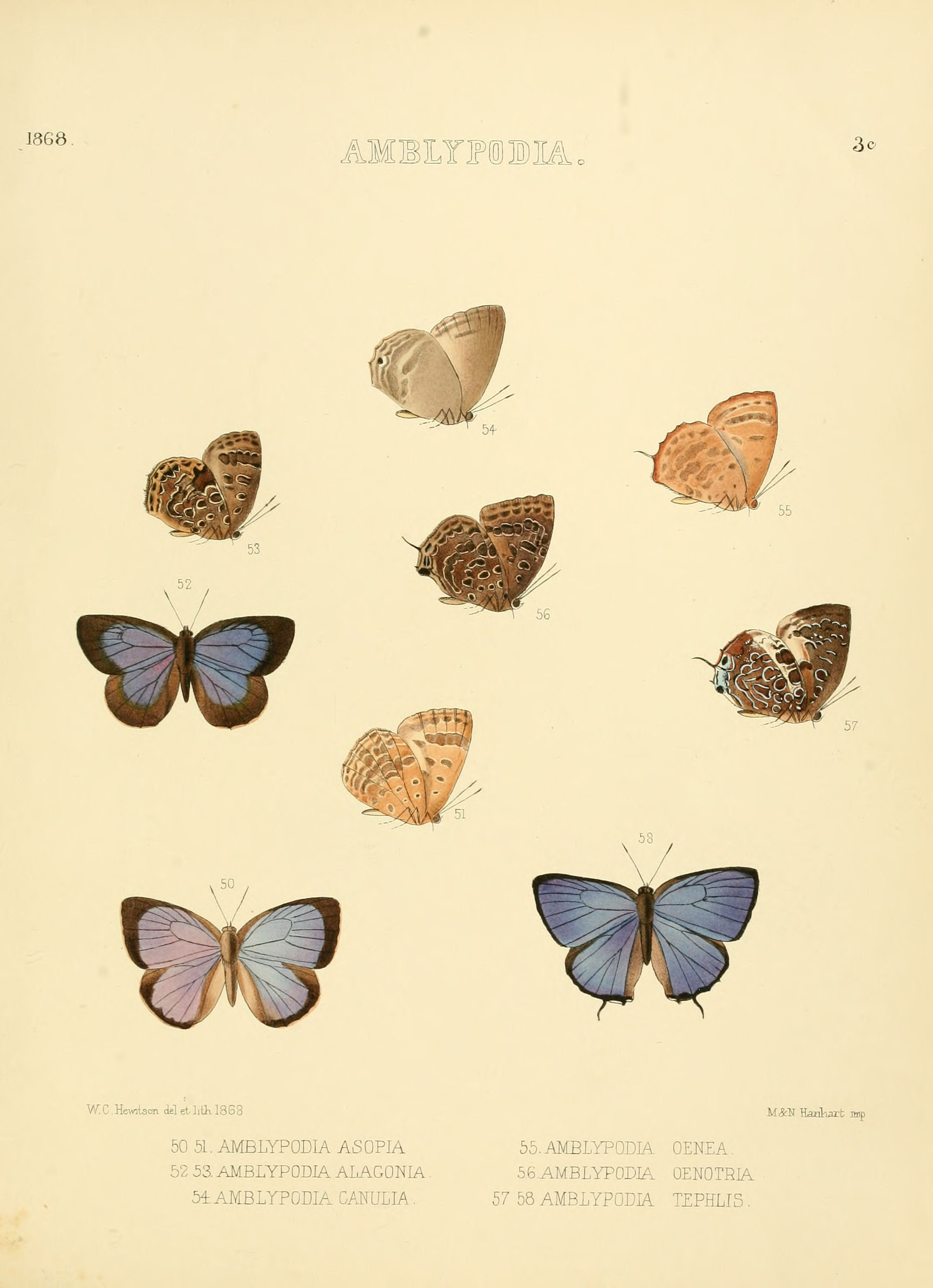
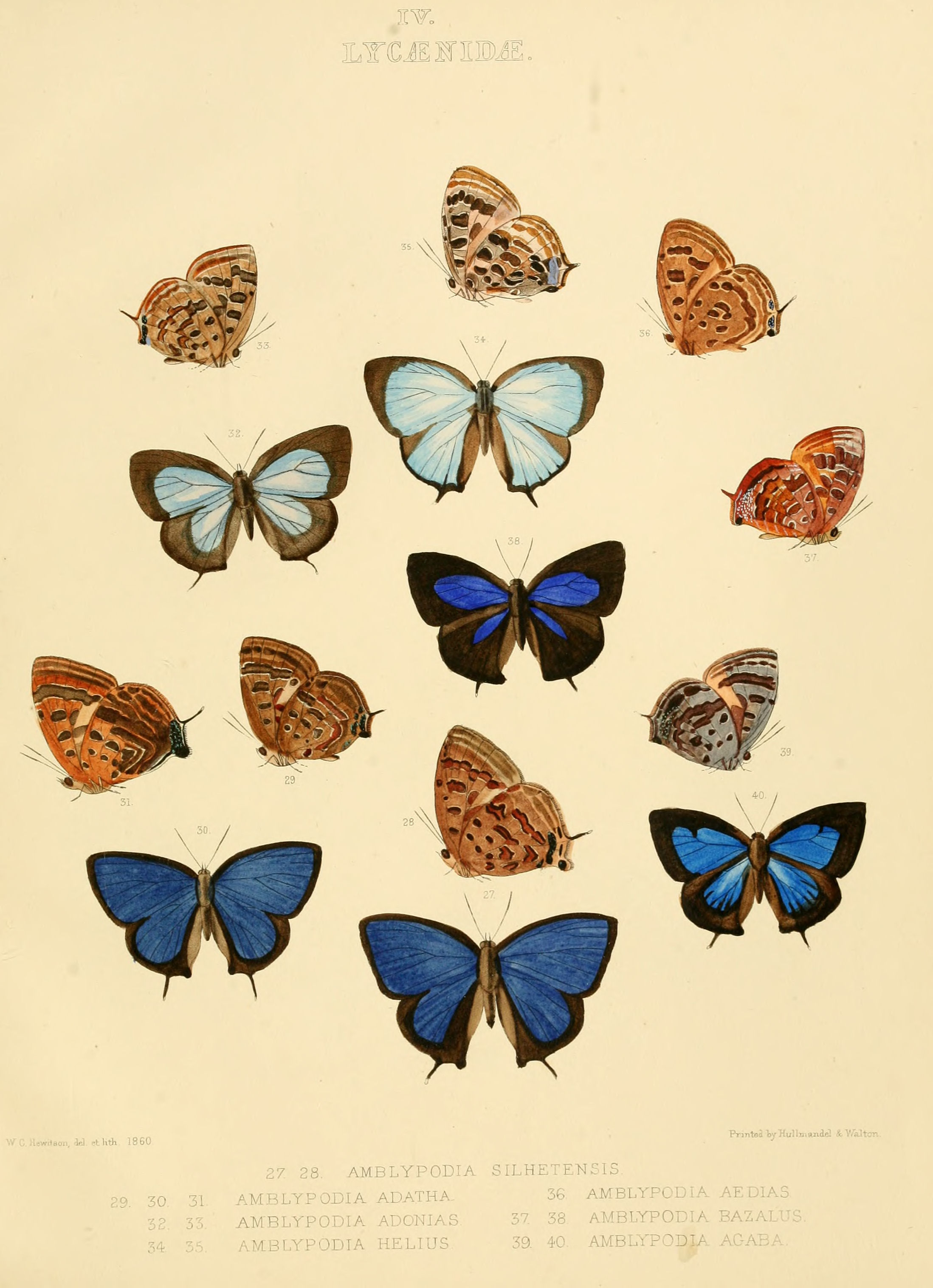
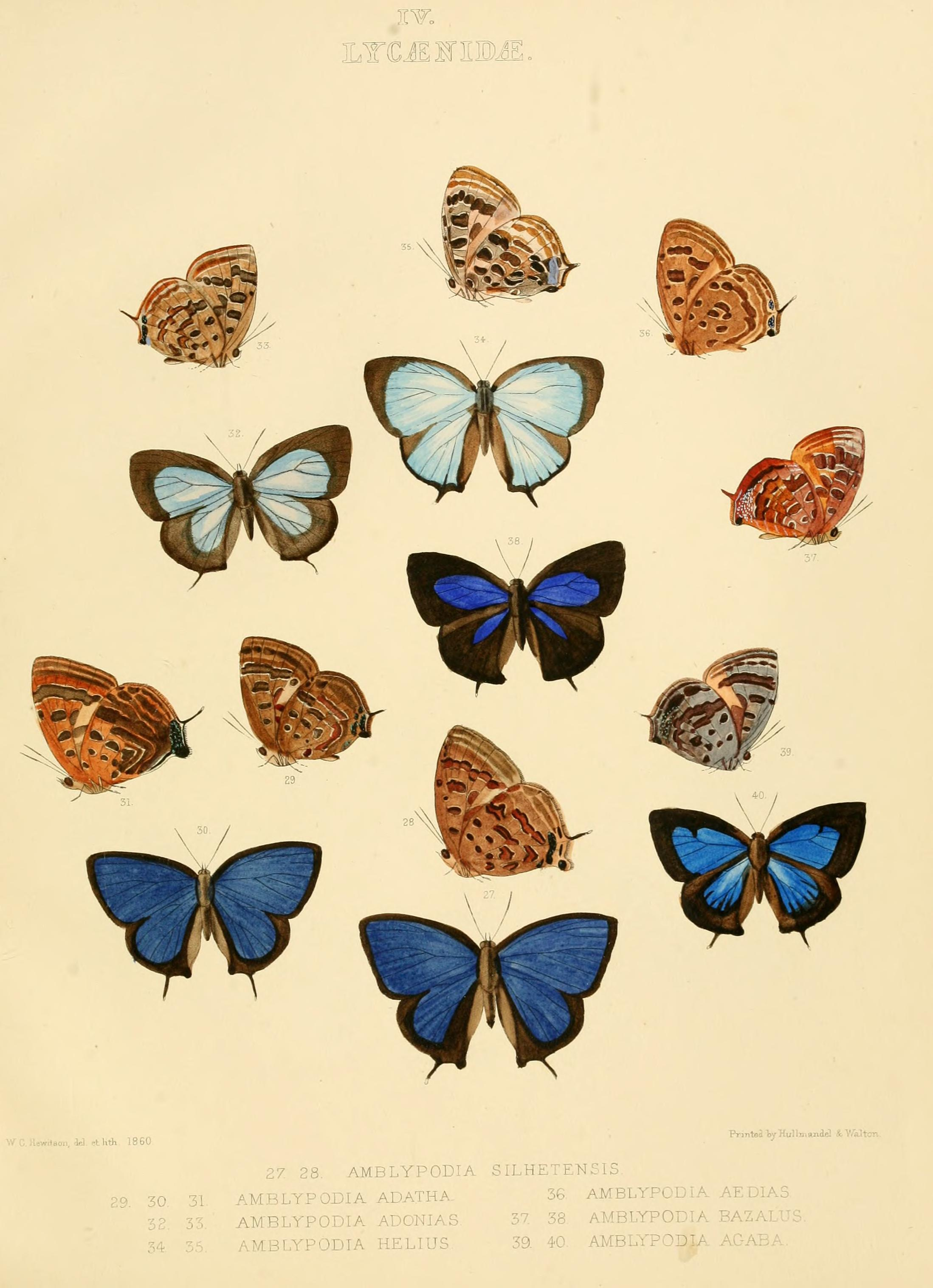